# درفک علیا
《 دُرُفک 》،روستایی است از توابع شهرستان سبزوار در استان خراسان رضوی که در قسمت شمالی سبزوار قرار دارد.دُرُفک از کلمه ی دُرُفت به معنی دو طبقه آمده است به دلیل دو بخش بودن قلعه بالا،قلعه پایین که قلعه بالا گویش  عموما فارسی خراسانی و قلعه پایین ترکی خراسانی می باشد.

## جمعیت
این روستا در دهستان طبس قرار داشته و بر اساس سرشماری سال ۱۳۸۵ جمعیت آن ۳۰۵ نفر (۹۱ خانوار)
بوده است.